# (179) Clitemnestra
(179) Clitemnestra es un asteroide perteneciente al cinturón de asteroides, región del sistema solar que se encuentra entre las órbitas de Marte y Júpiter, más concretamente a la familia de Clitemnestra, descubierto por James Craig Watson desde el observatorio Detroit de Ann Arbor, Estados Unidos, el 11 de noviembre de 1877.

## Designación y nombre
Fue nombrado Klytaemnestra en homenaje a Clitemnestra, un personaje de la mitología griega.

## Características orbitales
Clitemnestra orbita a una distancia media del Sol de 2,972 ua, pudiendo acercarse hasta 2,633 ua. Tiene una excentricidad de 0,1142 y una inclinación orbital de 7,815°. Emplea 1871 días en completar una órbita alrededor del Sol.